# Château de La Chaise (Aube)
Pour les articles homonymes, voir Château de la Chaise.
Le château de La Chaise est un château situé à La Chaise, en France.

## Localisation
Le château est situé sur la commune de La Chaise, dans le département français de l'Aube.

## Historique
L'édifice est inscrit au titre des monuments historiques en 2000.